# Muscari neglectum
Muscari neglectum Guss. ex Ten., 1842 è una pianta della famiglia delle  Asparagacee.

## Descrizione
M. neglectum è una pianta erbacea geofita bulbosa (G bulb), alta 10–30 cm.
I fiori sono dotati di perigonio intero (tepali fusi tra loro) di forma ovata o oblunga. Il colore va da azzurro chiaro a blu scuro; l'orlo del perigonio è bianco. Dal profumo molto marcato e dolciastro, i fiori sono portati su di un'infiorescenza ovale serrata di 2–6 cm, i cui fiori apicali sono sterili. Fiorisce da marzo a giugno.
Il frutto è una capsula a tre valve.

## Distribuzione e habitat
M. neglectum cresce su terreni incolti e semiaridi, dal livello del mare a 800 metri di quota.
Il tipo corologico è eurimediterraneo; in Italia è diffuso su tutta la penisola e sulle isole.